# Титхи (единица времени)
Ти́тхи (санскр. तिथि, IAST: tithi, др. вар. тхитхи) — это лунный день, или время, необходимое для увеличения продольного угла между Луной и Солнцем на 12° в ведическом времяисчислении. Другими словами, Титхи — это длительность времени между последовательными периодами, когда продольный угол между Солнцем и Луной является кратным 12°. Титхи начинаются в разное время суток и длится примерно от 19 до 26 часов.

## Панчанга
Индийская Мухурта (длится 48 минут) может быть представлена в пяти атрибутах индийской астрономии, а именно:
1. Вара — будний день
2. Титхи — лунные сутки
3. Накшатра — лунные стоянки[1 2][2 3]
4. Йога — угловые соотношения между Солнцем и Луной
5. Карана — половина Титхи

Титхи играют важную роль, наряду с Накшатрой и Мухуртой, в ведическом времяисчислении. Существуют благоприятные Титхи, а также неблагоприятные Титхи для разных целей и аспектов жизни.
| №  | Кришна пакша         | Шукла пакша                    | Божество и свойства |
| -- | -------------------- | ------------------------------ | --- |
| 1  | Пратхама (Падьями)   | Пратхама (Падьями)             | Главным божеством первого лунного дня является Агни, благоприятен для всех типов религиозных церемоний. |
| 2  | Двития (Видия)       | Двития (Видия)                 | Брахма правит в этот лунный день, благоприятен для закладки фундамента для зданий и других вещей постоянной природы.                                                                                               |
| 3  | Трития (Тхадия)      | Трития (Тхадия)                | Гаури правит в этот лунный день, благоприятен для стрижки волос, ногтей и бритья. |
| 4  | Чатуртхи             | Чатуртхи                       | Яма (индуизм) и Ганапати правят в этот лунный день, благоприятен для уничтожения врагов, устранения препятствий и боевых действий.                                                                                 |
| 5  | Панчами              | Панчами                        | Наги и змеи правят в этот лунный день, благоприятен для приема лекарств, чистки ядов и операций. |
| 6  | Шаштхи               | Шаштхи                         | Карттикея правит в этот лунный день, благоприятен для коронаций, встреч с новыми друзьями, торжеств и радости. |
| 7  | Саптами              | Саптами                        | Сурья правит в этот лунный день, благоприятен для начала путешествий, покупок транспортного средства и занятий другими такими вещами подвижного характера.                                                         |
| 8  | Аштами               | Аштами                         | Рудра правит в этот лунный день, благоприятен для того, чтобы взяться за оружие, построить свою оборону и укрепить.                                                                                                |
| 9  | Навами               | Навами                         | Амбика правит в этот лунный день, благоприятен для убийства врагов, разрушительных действий и насилия. Не подходит для церемоний и путешествий.                                                                    |
| 10 | Дашами               | Дашами                         | Дхармараджа правит в этот лунный день, благоприятен для актов добродетели, религиозных функций, духовных практик и других благочестивых действий.                                                                  |
| 11 | Экадаши              | Экадаши                        | Рудра правит в этот лунный день, благоприятен для поста, преданной деятельности и памятовании о Верховном Господе. Этот день имеет особое религиозное значение в индуизме и джайнизме — обычно соблюдается постом. |
| 12 | Двадаши              | Двадаши                        | В этот день правит Вишну или Адитья, благоприятен для религиозных церемоний, зажигания священного огня и выполнения своих обязанностей.                                                                            |
| 13 | Трайодаши            | Трайодаши                      | День управляется Камадевом, благоприятен для дружеских отношений, чувственных удовольствий и праздников. |
| 14 | Чатурдаши            | Чатурдаши                      | Кали управляет этим днем, подходит для применения яда и призыва элементалов и духов. |
| 15 | Амавасья (новолуние) | Пурнима (Пурнами) (полнолуние) | Питри-дэвы правят новолунием, подходящим для умилостивления гривы и совершения аскез. Чандра управляет полнолунием и подходит для веселья и жертвоприношения огнем.                                                |

## Понятия
1. ↑  Муху́рта (санскр. अमावस्याष, IAST: kr̥ṣṇa pakṣa) — Древняя традиция Индии деления суток на 30 основных частей отражена в «Атхарва-веде». Согласно ей, светлая половина суток (день) делилась на пять временных периодов:
  1. «Удьян Сурья» — солнечный восход
  2. «Самгава» — сбор коров
  3. «Мадхьям-дина» — полдень
  4. «Апарахна» — послеполуденное время
  5. «Астам-ян» — закат

Сутки в ведийской литературе в свою очередь разбивались на равные отрезки времени, но не на 24 часа, а на 30 «мухурта» (по современному исчислению 1 мухурта = 48 минут). Одна «мухурта» содержала 15 «кшипра» (1 кшипра = 3 минуты 12 секунд), одна «кшипра» состояла из 15 «этархи» (1 этархи = 12,8 секунды), одна «этархи» включала 15 «идани» (1 идани = 0,85 секунды).
2. ↑  Накша́тра (санскр. नक्षत्र, IAST: nákṣatra) — созвездия в индийской астрономии, так называемые «лунные стоянки» или «лунные дома», через которые проходит Луна.
3. ↑  Кри́шна пакша́ (санскр. कृष्ण पक्ष, IAST: kr̥ṣṇa pakṣa) — темные две недели лунного месяца
4. ↑  Шу́кла пакша́ (санскр. शुक्ल पक्षष, IAST: śukla pakṣa) — светлые две недели лунного месяца
5. ↑  Экада́ши́ (санскр. एकदशीष, IAST: Ēkadaśī, досл. одиннадцать) — одиннадцатый день (одиннадцатые титхи) после полнолуния или новолуния каждого лунного месяца в индийском календаре.
6. ↑  Амава́сья (санскр. अमावस्या, IAST: Amāvasyā, досл. совместное проживание) — новолуние в древнеиндийском календаре. В Джьотиша (индийская астрология) амавасьей называют день лунного календаря, когда Луна и Солнце находятся в одном созвездии. После амавасьи начинается светлая половина лунного месяца, называемая Шукла пакша, которая приходит на смену Кришна пакше, тёмной половине лунного месяца. Шукла пакша связывается с влиянием Дэвов, тогда как Кришна пакша с влиянием предков.
7. ↑  Га́ура-пурни́ма (санскр. गौर पूर्णिमा, IAST: Gaura pūrṇimā, досл. совместное проживание) — один из основных праздников в гаудия-вайшнавизме, день явления основоположника этой индуистской традиции бхакти — Чайтаньи Махапрабху (1486—1534). В переводе с санскрита. Гаура-пурнима знаменует приход Нового года эры Гаурабда, отсчёт которой ведётся от дня рождения Чайтаньи по индуистскому лунному календарю. Для кришнаитов этот праздник подобен Рождеству в христианстве.
8. ↑  Гу́ру-пурни́ма (санскр. गुरु पूर्णिमा, IAST: Guru Pūrṇimā) — индуистский и буддийский праздник, отмечаемый ежегодно в день полнолуния месяца ашадха (июнь-июль). В этот день верующие совершают ритуальное поклонение гуру, выражая ему свою благодарность. В индуизме этот день также известен как Вья́са-пурни́ма.
9. ↑  Вья́са-пурни́ма (санскр. व्यास पूर्णिमाा, IAST: Vyāsa Pūrṇimā) — день явления ведийского мудреца Вьясы, который считается одним из величайших гуру в индуизме. Также, согласно верованиям индуистов, в этот день Вьяса начал записывать Веданта-сутры. Буддисты в этот день отмечают годовщину первой проповеди Будды Шакьямуни.